# Lista monumentelor istorice din județul Cluj - G

Simbol utilizat pentru monumentele istorice

Lista monumentelor istorice din județul Cluj - G cuprinde monumentele istorice înscrise în Patrimoniul cultural național al României și aflate în localități din județul Cluj al căror nume începe cu litera G.
Lista completă este menținută și actualizată periodic de către Ministerul Culturii, Cultelor și Patrimoniului Național din România, prin intermediul Institutului Național al Patrimoniului, ultima versiune datând din 2015. Această listă cuprinde și actualizările ulterioare, realizate prin ordin al ministrului culturii.
Puteți căuta un monument din județul Cluj folosind formularul de mai jos sau puteți naviga prin toate monumentele din județ la lista monumentelor istorice din județul Cluj.
| Cod LMI                                      | Denumire                                                                     | Localitate                        | Localizare | Datare, Creatori                                           | Imagine               | Erori             |
| -------------------------------------------- | ---------------------------------------------------------------------------- | --------------------------------- | --- | ---------------------------------------------------------- | --------------------- | ----------------- |
| CJ-I-s-A-07053 (RAN: 58277.01)               | Necropolă                                                                    | sat Gădălin; comuna Jucu          | „Dealul Crucii” 46.83855°N 23.83908°E | Hallstatt                                                  | Încarcă foto \| video | Raportează eroare |
| CJ-I-s-B-07054 (RAN: 57957.01)               | Așezare                                                                      | sat Gârbău; comuna Gârbău         | „Dealul Babii” 46.81632°N 23.32851°E | Epoca romană                                               | Încarcă foto \| video | Raportează eroare |
| CJ-I-s-B-07055 (RAN: 57617.01)               | Situl arheologic de la Gheorghieni, punct „Dealul Cetății”                   | sat Gheorghieni; comuna Feleacu   | „Dealul Cetății” |                                                            | Încarcă foto \| video | Raportează eroare |
| CJ-I-m-B-07055.01 (RAN: 57617.01.03)         | Așezare fortificată                                                          | sat Gheorghieni; comuna Feleacu   | „Dealul Cetății” 46.72467°N 23.70135°E | Epoca medievală                                            | Încarcă foto \| video | Raportează eroare |
| CJ-I-m-B-07055.02 (RAN: 57617.01.02)         | Așezare                                                                      | sat Gheorghieni; comuna Feleacu   | „Dealul Cetății” 46.72467°N 23.70135°E | Hallstatt                                                  | Încarcă foto \| video | Raportează eroare |
| CJ-I-m-B-07055.03 (RAN: 57617.01.01)         | Așezare                                                                      | sat Gheorghieni; comuna Feleacu   | „Dealul Cetății” 46.72467°N 23.70135°E | Epoca bronzului                                            | Încarcă foto \| video | Raportează eroare |
| CJ-I-s-B-07056 (RAN: 57617.02)               | Situl arheologic de la Gheorghieni, punct „Pusta Grofului”                   | sat Gheorghieni; comuna Feleacu   | „Pusta Grofului” |                                                            | Încarcă foto \| video | Raportează eroare |
| CJ-I-m-B-07056.01 (RAN: 57617.02.02)         | Cimitir                                                                      | sat Gheorghieni; comuna Feleacu   | „Pusta Grofului” 46.71368°N 23.72318°E | sec. X - XIII                                              | Încarcă foto \| video | Raportează eroare |
| CJ-I-m-B-07056.02 (RAN: 57617.02.01)         | Așezare                                                                      | sat Gheorghieni; comuna Feleacu   | „Pusta Grofului” 46.71368°N 23.72318°E | Epoca romană                                               | Încarcă foto \| video | Raportează eroare |
| CJ-I-s-B-07057 (RAN: 57617.03)               | Așezare                                                                      | sat Gheorghieni; comuna Feleacu   | „Măzăriște”, „La Vii” | Epoca romană                                               | Încarcă foto \| video | Raportează eroare |
| CJ-I-s-B-07058 (RAN: 55393.03)               | Așezare                                                                      | oraș Gherla                       | „Șapte Cruci”, „Pietriș” 47.02167°N 23.92361°E | Latène                                                     | Încarcă foto \| video | Raportează eroare |
| CJ-I-s-A-07059 (RAN: 55393.01, 55393.04)     | Situl arheologic de la Gherla, punct „Între canalul Morii și DN Gherla-Cluj” | oraș Gherla                       | Între canalul Morii și DN Gherla- Cluj" 47.01683°N 23.88896°E |                                                            | Încarcă foto \| video | Raportează eroare |
| CJ-I-m-A-07059.01 (RAN: 55393.01.02)         | Castrul roman                                                                | oraș Gherla                       | Între canalul Morii și DN Gherla- Cluj" 47.02333°N 23.89111°E | sec. II - III p. Chr.                                      | Încarcă foto \| video | Raportează eroare |
| CJ-I-m-A-07059.02 (RAN: 55393.01.03)         | Așezarea civilă (vicus militar) de pe lângă castrul de la Gherla             | oraș Gherla                       | Între canalul Morii și DN Gherla- Cluj" 47.02333°N 23.89111°E | sec. II - III p. Chr.                                      | Încarcă foto \| video | Raportează eroare |
| CJ-I-m-A-07059.03 (RAN: 55393.01.04)         | Necropolă                                                                    | oraș Gherla                       | Între canalul Morii și DN Gherla- Cluj" 47.02333°N 23.89111°E | sec. II-III p. Chr.                                        | Încarcă foto \| video | Raportează eroare |
| CJ-I-m-B-07059.04                            | Așezare                                                                      | oraș Gherla                       | Între canalul Morii și DN Gherla- Cluj" | Epoca bronzului, Cultura Coțofeni                          | Încarcă foto \| video | Raportează eroare |
| CJ-I-s-B-07060 (RAN: 55393.05)               | Situl arheologic de la Gherla, punct „Terasa Lunca”                          | oraș Gherla                       | Terasa „Lunca” |                                                            | Încarcă foto \| video | Raportează eroare |
| CJ-I-m-B-07060.01 (RAN: 55393.05.04)         | Așezare                                                                      | oraș Gherla                       | Terasa „Lunca” 47.05°N 23.925°E | Epoca romană                                               | Încarcă foto \| video | Raportează eroare |
| CJ-I-m-B-07060.02 (RAN: 55393.05.03)         | Așezare                                                                      | oraș Gherla                       | Terasa „Lunca” 47.05°N 23.925°E | Latène                                                     | Încarcă foto \| video | Raportează eroare |
| CJ-I-m-B-07060.03 (RAN: 55393.05.02)         | Așezare                                                                      | oraș Gherla                       | Terasa „Lunca” 47.05°N 23.925°E | Epoca bronzului                                            | Încarcă foto \| video | Raportează eroare |
| CJ-I-m-B-07060.04 (RAN: 55393.05.01)         | Așezare                                                                      | oraș Gherla                       | Terasa „Lunca” 47.05°N 23.925°E | Neolitic                                                   | Încarcă foto \| video | Raportează eroare |
| CJ-I-s-B-07061 (RAN: 55393.06)               | Așezare                                                                      | oraș Gherla                       | „Valea Slatinei”, „Fântâna Sărată” 47.00528°N 23.90556°E | Perioada de tranziție la epoca bronzului, Cultura Coțofeni | Încarcă foto \| video | Raportează eroare |
| CJ-I-s-A-07062 (RAN: 55393.07)               | Drum roman                                                                   | oraș Gherla                       | Malul stâng al Someșului Mic, pe direcția Livada-Bunești 47.0329°N 23.89242°E | Epoca romană                                               | Încarcă foto \| video | Raportează eroare |
| CJ-I-s-B-07063 (RAN: 57911.06)               | Așezare fortificată                                                          | sat Gilău; comuna Gilău           | „Dealul Cetății” | Preistorie                                                 | Încarcă foto \| video | Raportează eroare |
| CJ-I-s-A-07064 (RAN: 57911.07)               | Așezare fortificată                                                          | sat Gilău; comuna Gilău           | Dealul „Borzaș” 46.76834°N 23.37027°E | Neolitic                                                   | Încarcă foto \| video | Raportează eroare |
| CJ-I-s-A-07065 (RAN: 57911.03)               | Așezare fortificată                                                          | sat Gilău; comuna Gilău           | „Groapa lui Puri” 46.73701°N 23.40005°E | Epoca bronzului                                            | Încarcă foto \| video | Raportează eroare |
| CJ-I-s-A-07066 (RAN: 57911.04)               | Situl arheologic de la Gilău, punct „Dâmbul țiganilor”                       | sat Gilău; comuna Gilău           | „Dâmbul țiganilor” 46.73716°N 23.39193°E |                                                            | Încarcă foto \| video | Raportează eroare |
| CJ-I-m-A-07066.01 (RAN: 57911.04.02)         | Așezare fortificată                                                          | sat Gilău; comuna Gilău           | „Dâmbul țiganilor” 46.73716°N 23.39193°E | Latène                                                     | Încarcă foto \| video | Raportează eroare |
| CJ-I-m-B-07066.02                            | Așezare                                                                      | sat Gilău; comuna Gilău           | „Dâmbul țiganilor” | Epoca bronzului                                            | Încarcă foto \| video | Raportează eroare |
| CJ-I-s-B-07067 (RAN: 57911.05)               | Așezare                                                                      | sat Gilău; comuna Gilău           | „Pădurea Orașului” 46.73042°N 23.38252°E | Latène                                                     | Încarcă foto \| video | Raportează eroare |
| CJ-I-s-A-07068 (RAN: 57911.01)               | Castrul și vicus-ul militar Gilău                                            | sat Gilău; comuna Gilău           | Parcul dendrologic al castelului 46.7568°N 23.38194°E | sec. II - III p. Chr.                                      | Alte imagini          | Raportează eroare |
| CJ-I-m-A-07068.01 (RAN: 57911.01.01)         | Castrul de trupe auxiliare de la Gilău                                       | sat Gilău; comuna Gilău           | Parcul dendrologic al castelului 46.75681°N 23.38195°E | sec. II - III p. Chr.                                      | Încarcă foto \| video | Raportează eroare |
| CJ-I-m-B-07068.02                            | Vicus-ul militar de pe lângă castrul de la Gilău                             | sat Gilău; comuna Gilău           | Parcul dendrologic al castelului | sec. II - III p. Chr.                                      | Încarcă foto \| video | Raportează eroare |
| CJ-I-m-B-07068.03                            | Așezare                                                                      | sat Gilău; comuna Gilău           | Parcul dendrologic al castelului | Preistorie                                                 | Încarcă foto \| video | Raportează eroare |
| CJ-I-s-B-07070 (RAN: 58339.05)               | Situl arheologic de la Gligorești, punct „La holoame”                        | sat Gligorești; comuna Luna       | „La Holoame” |                                                            | Încarcă foto \| video | Raportează eroare |
| CJ-I-m-B-07070.01                            | Așezare                                                                      | sat Gligorești; comuna Luna       | „La Holoame” | sec. II - III p. Chr.                                      | Încarcă foto \| video | Raportează eroare |
| CJ-I-m-B-07070.02                            | Așezare                                                                      | sat Gligorești; comuna Luna       | „La Holoame” | Hallstatt                                                  | Încarcă foto \| video | Raportează eroare |
| CJ-I-m-B-07070.03                            | Așezare                                                                      | sat Gligorești; comuna Luna       | „La Holoame” | Epoca bronzului                                            | Încarcă foto \| video | Raportează eroare |
| CJ-I-s-B-07071 (RAN: 58339.02)               | Așezare                                                                      | sat Gligorești; comuna Luna       | „După sat”, „Furnicar” 46.447°N 23.97186°E | Epoca romană                                               | Încarcă foto \| video | Raportează eroare |
| CJ-II-m-B-07618                              | Biserica de lemn Gârbău                                                      | sat Gârbău; comuna Gârbău         | 173 | sec. XIX                                                   | Alte imagini          | Raportează eroare |
| CJ-II-m-B-07619                              | Conacul Laszay                                                               | sat Gârbău; comuna Gârbău         | 178 46.83047°N 23.35626°E | sec. XIX                                                   | Alte imagini          | Raportează eroare |
| CJ-II-m-B-07620 (RAN: 56719.01)              | Biserica de lemn „Sf. Arhangheli Mihail și Gavriil”                          | sat Gârbău Dejului; comuna Cășeiu | 156 | sec. XVIII                                                 | Alte imagini          | Raportează eroare |
| CJ-II-m-B-07621                              | Castelul Beldi                                                               | sat Geaca; comuna Geaca           | 364 46.85837°N 24.08977°E | sec. XIX                                                   | Alte imagini          | Raportează eroare |
| CJ-II-m-B-07622 (RAN: 57617.05)              | Biserica romano-catolică                                                     | sat Gheorghieni; comuna Feleacu   | 280 46.71089°N 23.69324°E | sec. XV                                                    | Alte imagini          | Raportează eroare |
| CJ-II-a-A-07623 (RAN: 55393.18)              | Ansamblul urban „Centrul istoric al orașului Gherla”                         | oraș Gherla                       | Zona delimitată de: limita sudică a parcelei din str. 1 Decembrie nr. 46, fundul de parcelă al loturilor din str. 1 Decembrie nr. 22 până la intersecția cu str. Speranția, str. Speranția frontul sudic până la Canalul Morii, canalul Morii de la intersecția cu str. Speranția până la parc, limita sudică, vestică și nordică a parcului, Canalul Morii până la râul Someș, râul Someș de la confluența cu Canalul Morii până la str. Luntrașilor, str. Salciei frontul sudic, limita estică a cimitirului, str. M. Eminescu frontul estic, fundurile de parcelă din strada Fierarilor frontul nordic, fundurile de parcelă din strada I.Rebreanu frontul Nordic, calea ferată de la str. I. Rebreanu până la str. Horea, fundurile de parcelă din str. Horea frontul sudic, spitalul din str. 1 Decembrie, fundul de parcelă, str. N. Bălcescu frontul estic, str. Al. Vlahuță frontul sudic, limita sudică a parcelei din str. 1 Decembrie nr. 46. | 1700                                                       |                       | Raportează eroare |
| CJ-II-m-B-07624 (RAN: 55393.43)              | Casă                                                                         | oraș Gherla                       | Str. 1 Decembrie 1918 1 | 1773                                                       | Încarcă foto \| video | Raportează eroare |
| CJ-II-m-B-07625 (RAN: 55393.40)              | Casă                                                                         | oraș Gherla                       | Str. 1 Decembrie 1918 2 | 1764                                                       |                       | Raportează eroare |
| CJ-II-m-B-07626 (RAN: 55393.44)              | Casă                                                                         | oraș Gherla                       | Str. 1 Decembrie 1918 3 | sec. XVIII                                                 | Încarcă foto \| video | Raportează eroare |
| CJ-II-m-B-07627 (RAN: 55393.45)              | Casă                                                                         | oraș Gherla                       | Str. 1 Decembrie 1918 4 | sec. XVIII                                                 |                       | Raportează eroare |
| CJ-II-m-B-07628 (RAN: 55393.46)              | Casă                                                                         | oraș Gherla                       | Str. 1 Decembrie 1918 5 | 1760                                                       | Încarcă foto \| video | Raportează eroare |
| CJ-II-m-B-07629 (RAN: 55393.47)              | Casă                                                                         | oraș Gherla                       | Str. 1 Decembrie 1918 6 | sf. sec. XVIII                                             |                       | Raportează eroare |
| CJ-II-m-B-07630 (RAN: 55393.48)              | Casă                                                                         | oraș Gherla                       | Str. 1 Decembrie 1918 7 | sec. XVIII                                                 | Încarcă foto \| video | Raportează eroare |
| CJ-II-m-B-07631 (RAN: 55393.42)              | Casă                                                                         | oraș Gherla                       | Str. 1 Decembrie 1918 8 | sec. XVIII                                                 |                       | Raportează eroare |
| CJ-II-m-B-07632 (RAN: 55393.39)              | Casă                                                                         | oraș Gherla                       | Str. 1 Decembrie 1918 10 | sf. sec. XVIII                                             |                       | Raportează eroare |
| CJ-II-m-B-07633 (RAN: 55393.38)              | Casă                                                                         | oraș Gherla                       | Str. 1 Decembrie 1918 11 | sec. XVIII                                                 | Încarcă foto \| video | Raportează eroare |
| CJ-II-m-B-07634 (RAN: 55393.37)              | Casă                                                                         | oraș Gherla                       | Str. 1 Decembrie 1918 12 | sec. XVIII                                                 |                       | Raportează eroare |
| CJ-II-m-B-07635 (RAN: 55393.30)              | Casă                                                                         | oraș Gherla                       | Str. 1 Decembrie 1918 13 | sec. XVIII                                                 | Încarcă foto \| video | Raportează eroare |
| CJ-II-m-B-07636 (RAN: 55393.35)              | Casă                                                                         | oraș Gherla                       | Str. 1 Decembrie 1918 14 | sec. XVIII                                                 | Încarcă foto \| video | Raportează eroare |
| CJ-II-m-B-07637 (RAN: 55393.41)              | Casă                                                                         | oraș Gherla                       | Str. 1 Decembrie 1918 16 | 1747                                                       | Încarcă foto \| video | Raportează eroare |
| CJ-II-m-B-07638                              | Azilul de bătrâni                                                            | oraș Gherla                       | Str. 1 Decembrie 1918 46 | 1800                                                       | Încarcă foto \| video | Raportează eroare |
| CJ-II-m-B-07639 (RAN: 55393.27)              | Casă                                                                         | oraș Gherla                       | Str. Barițiu George 1 și Piața Libertății 6 | sec. XVIII - XIX                                           | Încarcă foto \| video | Raportează eroare |
| CJ-II-m-B-07640 (RAN: 55393.26)              | Casă, azi Capela baptistă                                                    | oraș Gherla                       | Str. Barițiu George 2 | sec. XVIII                                                 | Încarcă foto \| video | Raportează eroare |
| CJ-II-a-B-07641 (RAN: 55393.25)              | Mănăstirea franciscanilor                                                    | oraș Gherla                       | Str. Bobâlna 8 | sec. XVIII - XIX                                           | Alte imagini          | Raportează eroare |
| CJ-II-m-B-07641.01                           | Biserica mănăstirii franciscane                                              | oraș Gherla                       | Str. Bobâlna 8 | sec. XVIII - XIX                                           |                       | Raportează eroare |
| CJ-II-m-B-07641.02                           | Claustrul mănăstirii franciscane                                             | oraș Gherla                       | Str. Bobâlna 8 | sec. XVIII - XIX                                           |                       | Raportează eroare |
| CJ-II-m-B-07642                              | Liceul „Ana Ipătescu”                                                        | oraș Gherla                       | Str. Bobâlna 14 | 1896                                                       | Alte imagini          | Raportează eroare |
| CJ-II-m-B-07643                              | Casă                                                                         | oraș Gherla                       | Str. Bobâlna 16 | înc. sec. XX                                               |                       | Raportează eroare |
| CJ-II-m-B-07644 (RAN: 55393.24)              | Biserica armeano-catolică „Solomon”                                          | oraș Gherla                       | Str. Cloșca 7 47.02702°N 23.91003°E | 1723-1724                                                  |                       | Raportează eroare |
| CJ-II-m-B-07645 (RAN: 55393.23)              | Casă                                                                         | oraș Gherla                       | Str. Dragoș Vodă 8 | sec. XVIII - XIX                                           | Alte imagini          | Raportează eroare |
| CJ-II-m-B-07646 (RAN: 55393.22)              | Casă                                                                         | oraș Gherla                       | Str. Dragoș Vodă 9 | sec. XVIII                                                 | Alte imagini          | Raportează eroare |
| CJ-II-m-A-07647 (RAN: 55393.11)              | Catedrala armeano-catolică                                                   | oraș Gherla                       | Piața Libertății 6 47.02°N 23.9°E | 1748-1808                                                  | Alte imagini          | Raportează eroare |
| CJ-II-m-B-07648 (RAN: 55393.20)              | Casă                                                                         | oraș Gherla                       | Piața Libertății 10 | 1751                                                       | Alte imagini          | Raportează eroare |
| CJ-II-m-B-07649 (RAN: 55393.29)              | Casă                                                                         | oraș Gherla                       | Piața Libertății 11 | sec. XVIII - XIX                                           | Alte imagini          | Raportează eroare |
| CJ-II-m-B-07650 (RAN: 55393.51)              | Casă, azi farmacie                                                           | oraș Gherla                       | Piața Libertății 12 | 1747                                                       | Alte imagini          | Raportează eroare |
| CJ-II-m-B-07651 (RAN: 55393.17)              | Casă                                                                         | oraș Gherla                       | Piața Libertății 13 | sec. XVIII - XIX                                           | Alte imagini          | Raportează eroare |
| CJ-II-m-B-07652                              | Casă                                                                         | oraș Gherla                       | Str. Mihai Viteazul 2 | 1814                                                       | Alte imagini          | Raportează eroare |
| CJ-II-m-A-07653 (RAN: 55393.34)              | Casa Karácsonyi, azi Muzeul orașului Gherla                                  | oraș Gherla                       | Str. Mihai Viteazul 6 47.02909°N 23.90894°E | sec. XVIII                                                 | Alte imagini          | Raportează eroare |
| CJ-II-m-B-07654 (RAN: 55393.16)              | Casă                                                                         | oraș Gherla                       | Str. Mihai Viteazul 8 | 1760                                                       | Alte imagini          | Raportează eroare |
| CJ-II-m-B-07655                              | Casă                                                                         | oraș Gherla                       | Str. Mihai Viteazul 11 | 1808                                                       | Alte imagini          | Raportează eroare |
| CJ-II-m-B-07656 (RAN: 55393.21)              | Casă                                                                         | oraș Gherla                       | Str. Mihai Viteazul 12 | 1767                                                       | Alte imagini          | Raportează eroare |
| CJ-II-m-B-07657 (RAN: 55393.14)              | Casă                                                                         | oraș Gherla                       | Str. Mihai Viteazul 15 | 1762                                                       | Alte imagini          | Raportează eroare |
| CJ-II-m-B-07658 (RAN: 55393.13)              | Cetatea Martinuzzi                                                           | oraș Gherla                       | Str. Mureșanu Andrei 47.03603°N 23.90781°E | sec. XVI Domenico da Bologna (arhitect)                    |                       | Raportează eroare |
| CJ-II-m-B-07659 (RAN: 55393.33)              | Casă                                                                         | oraș Gherla                       | Str. Romană 2 | 1753                                                       |                       | Raportează eroare |
| CJ-II-m-B-07660 (RAN: 55393.32)              | Casa Balta                                                                   | oraș Gherla                       | Str. Romană 4 | 1786                                                       |                       | Raportează eroare |
| CJ-II-m-B-07661                              | Casă                                                                         | oraș Gherla                       | Str. Romană 9 | 1817                                                       |                       | Raportează eroare |
| CJ-II-m-B-07662                              | Casă                                                                         | oraș Gherla                       | Str. Romană 16 | 1787                                                       | Încarcă foto \| video | Raportează eroare |
| CJ-II-m-B-07663                              | Casă                                                                         | oraș Gherla                       | Str. Romană 21 | 1846                                                       | Încarcă foto \| video | Raportează eroare |
| CJ-II-m-B-07664 (RAN: 55393.31)              | Casă                                                                         | oraș Gherla                       | Str. Romană 31 | sec. XVIII                                                 | Încarcă foto \| video | Raportează eroare |
| CJ-II-m-B-07665 (RAN: 55393.15)              | Casă                                                                         | oraș Gherla                       | Str. Romană 33 | sec. XVIII                                                 |                       | Raportează eroare |
| CJ-II-m-B-07666 (RAN: 55393.12)              | Casă                                                                         | oraș Gherla                       | Str. Speranția Theodor 1 | sec. XVIII                                                 | Încarcă foto \| video | Raportează eroare |
| CJ-II-m-B-07667                              | Casă                                                                         | oraș Gherla                       | Str. Speranția Theodor 3 | 1777                                                       | Încarcă foto \| video | Raportează eroare |
| CJ-II-m-B-07668 (RAN: 55393.19)              | Casă                                                                         | oraș Gherla                       | Str. Ștefan cel Mare 3 | 1739                                                       | Alte imagini          | Raportează eroare |
| CJ-II-m-B-07669 (RAN: 55393.36)              | Casa parohială a bisericii armeano - catolice                                | oraș Gherla                       | Str. Ștefan cel Mare 5 47.02733°N 23.90769°E | 1761                                                       | Alte imagini          | Raportează eroare |
| CJ-II-m-B-07670                              | Biserica reformată                                                           | sat Ghirolt; comuna Aluniș        | 47.03735°N 23.78472°E | sec. XVI                                                   |                       | Raportează eroare |
| CJ-II-m-B-07672                              | Conacul Gallus                                                               | sat Gilău; comuna Gilău           | Str. Principală 46.75691°N 23.38529°E | sec. XIX                                                   | Încarcă foto \| video | Raportează eroare |
| CJ-II-a-B-07673 (RAN: 57911.08)              | Castelul Wass-Banffy                                                         | sat Gilău; comuna Gilău           | Str. Principală 46.75684°N 23.38239°E | sec. XV - XIX                                              | Alte imagini          | Raportează eroare |
| CJ-II-m-A-07673.01 (fost CJ-II-m-B-07673.01) | Castelul Wass-Banffy, azi Liceul Gilău                                       | sat Gilău; comuna Gilău           | Str. Principală | sec. XV                                                    |                       | Raportează eroare |
| CJ-II-m-B-07673.02                           | Conac, azi internatul Liceului Gilău                                         | sat Gilău; comuna Gilău           | Str. Principală | sec. XIX                                                   | Încarcă foto \| video | Raportează eroare |
| CJ-II-m-B-07673.03                           | Șură                                                                         | sat Gilău; comuna Gilău           | Str. Principală | sec. XVIII                                                 |                       | Raportează eroare |
| CJ-II-m-B-07673.04                           | Șură                                                                         | sat Gilău; comuna Gilău           | Str. Principală | sec. XIX                                                   |                       | Raportează eroare |
| CJ-II-s-B-07673.05                           | Parcul castelului                                                            | sat Gilău; comuna Gilău           | Str. Principală | sec. XIX                                                   |                       | Raportează eroare |
| CJ-IV-m-B-07863                              | Prima grădiniță din Gherla                                                   | oraș Gherla                       | Str. Mihai Viteazul 20 | 1883                                                       | Alte imagini          | Raportează eroare |